# Fjärilsfiskar
Den här artikeln handlar om saltvattensfiskarna. För sötvattenfisken som också kallas "fjärilsfisk", se Pantodon buchholzi.
Fjärilsfiskar (Chaetodontidae) är en familj av saltvattenlevande tropiska fiskar som hittas i Indiska oceanen, Atlanten och Stilla havet. Sammanlagt finns det omkring 128 arter av fjärilsfiskar, alla med en längd mellan 12 och 22 cm. Flera av arterna är populära bland saltvattensakvarister.
Arternas ryggfena har i främre delen 6 till 16 taggar och i bakre delen 15 till 30 mjuka fenstrålar. Vid analfenan förekommer oftast tre taggar och ibland upp till fem samt 14 till 23 mjuka fenstrålar. Stjärtfenans fenstrålar är förgrenade från svansens basis och fenans bakkant är avrundad. Fjärilsfiskar har en liten mun med tänder som liknar en liten borste.
Färgsättningen varierar men de flesta familjemedlemmar är brokiga, har en mörk strimma över ögonen och en mörk fläck på ovansidan som liknar ett öga.
Fjärilsfiskar är aktiva på dagen och de håller sig nära koraller. Födan varierar mellan utskott från nässeldjur och kammaneter (polyper), andra små ryggradslösa djur, fiskrom samt små alger. Några arter äter endast plankton. Hanar och honor bildar vanligen monogama par. Honan lägger äggen i det öppna havet. Nykläckta ungar av några släkten har plattor av benvävnad på huvudet.